# Епархия Кпалиме
Епархия Кпалиме (лат. Dioecesis Kpalimensis) — епархия Римско-Католической церкви c центром в городе Кпалиме, Того. Епархия Кпалиме распространяет свою юрисдикцию на префектуры Клото, Агоу, Даньи, Хахо и Восточное Моно области Плато в Того. Епархия Кпалиме входит в митрополию Ломе. Кафедральным собором епархии Кпалиме является церковь Святого Духа.

## История
1 июля 1994 года Римский папа Иоанн Павел II издал буллу  Supremo in Ecclesia, которой учредил епархию Кпалиме, выделив её из архиепархии Ломе.

## Ординарии епархии
- епископ Pierre Koffi Seshie (1.07.1994 — 25.04.2000);
- епископ Benoît Comlan Messan Alowonou (4.07.2001 — по настоящее время).

## Источник
- Annuario Pontificio, Libreria Editrice Vaticana, Città del Vaticano, 2003, ISBN 88-209-7422-3
- Булла Supremo in Ecclesia  (лат.)